# Circonscription de Belé
La circonscription de Belé est une des 177 circonscriptions législatives de l'État fédéré Oromia, elle se situe dans la Zone Arsi. Son représentant actuel est Jemal Umer Menza.